# The Nuclear Battlefield
The Nuclear Battlefield (engl.: ‚das nukleare Schlachtfeld‘) ist ein 1981 in den Vereinigten Staaten vom Fernsehsender CBS produzierter und erstmals ausgestrahlter Dokumentarfilm, in dem die atomare Verteidigungsstrategie der NATO bei einem Angriff des Warschauer Pakts im Fulda Gap geschildert wird. Der Film ist der zweite Teil der insgesamt fünfteiligen Serie "The Defense of the United States". Die Ausstrahlungsrechte in Deutschland hatte sich der Bayerische Rundfunk gesichert, welcher darauf verzichtete, die Sendung auszustrahlen. Die ersten zwei Teile wurden im August 1981 im Österreichischen Rundfunk gezeigt. Der zweite Teil gelangte als Kopie zu Mitgliedern der osthessischen Friedensbewegung und sorgte, nachdem er dort gezeigt wurde, für eine gesellschaftliche Debatte über die Nachrüstung.

## Handlung
Der Film schildert die seit Mitte der 1970er Jahre im Taktiklehrbuch für amerikanische Generalstabsoffiziere an der Ausbildungsstätte Fort Leavenworth unter dem Untertitel „Conventional-Nuclear Operations“ gelehrte Vorgehen der NATO-Truppen im Fall des Angriffs des Warschauer Pakt im Fulda Gap. Als Ort eines Angriffs wurde das Fulda- und Kinzigtal für einen möglichen schnellen Vorstoß gegnerischen Truppen zum Rhein als am wahrscheinlichsten angenommen. Ausführlich wurde im Film der Einsatz des sogenannten Zebra-Pakets geschildert. Dieses war ein System von 141 Nuklearsprengköpfen, von denen im Verteidigungsfall 114 innerhalb von zwei Stunden als „nukleares Sperrfeuer“ im Fulda Gap und weitere 27 im Kinzigtal gezündet werden sollten.
Im Film wurde die Gemeinde Hattenbach gezeigt und als Ground Zero eines Atomkriegs bezeichnet. Danach waren Lehrgangsteilnehmer in Fort Leavenworth vor einem großen Geländemodell von Hattenbach und seiner Umgebung zu sehen. Während dieser Szene kommentiert der Sprecher im Film:

„(…)Dieses Sandkastenspiel sieht unschuldig genug aus, bis man sich klar ist, dass es sich um das Modell einer echten Stadt handelt und das diese Stadt im Verlauf des Kriegsspiels zerstört wird. Wir haben diese Stadt gesucht: Sie heißt Hattenbach und liegt ungefähr 30 km von der ostdeutschen Grenze entfernt. Sie überlebte schon zwei Weltkriege, würde aber im nächsten untergehen. Vom Osten haben sie die Sowjets mit ihren taktischen Atomwaffen im Visier, und im Westen steht die Atomartillerie der USA. Hattenbach liegt bei Punkt Null (Ground Zero). Genau auf dem Punkt Null kann man bei einer 10-Kilotonnen-Waffe Temperaturen über 7000 Grad Fahrenheit (≈ 3871 Grad Celsius) erwarten. Im Umkreis von Punkt Null wird nichts mehr da sein. Was da ist, würde buchstäblich weggeblasen - keine Ortschaft mehr, nur ein Trümmerhaufen aus flachen Trümmern.“

## Sondermunitionslager
Westlich von Ground Zero befanden sich in jener Zeit mehrere Sondermunitionslager mit taktischen Atomwaffen und Einheiten, die diese bei einem Angriff der Armeen des Warschauer Paktes verschossen hätten. Darunter waren:
- Sondermunitionslager Gießen mit Atomsprengköpfen für die im Film gezeigte Kurzstreckenrakete MGM-52 Lance, die dort auch auf ihren Kettenfahrzeugen stationiert war
- Sondermunitionslager Alten-Buseck mit Atomgeschossen für die Panzerhaubitzen M109 und M110, auch im Film gezeigt
- Sondermunitionslager Treysa ebenfalls mit Atomgeschossen für die oben genannten Panzerhaubitzen
- Sondermunitionslager Bellersdorf ebenfalls mit Atomgeschossen für die oben genannten Panzerhaubitzen, eines von zehn ‚großen‘ Atomwaffenlagern auf westdeutschem Gebiet

## Gezeigte Personen
Neben den als Reporter im Film gezeigten Dan Rather und Harry Reasoner sind Pierre Callois (damals französischer Generalstabsgeneral) und Caspar Weinberger (damals Verteidigungsminister der Vereinigten Staaten) im Film zu sehen.

## Wirkung
Neben dem Brettspiel Fulda Gap: The First Battle of the Next War, welches 1977 die Pläne des genannten Taktiklehrbuchs „spielerisch“ als Konfliktsimulationsspiel umsetzte, war der Film daran beteiligt, dass der Begriff Fulda Gap bekannt wurde, welcher umfangreich von der Friedensbewegung dazu benutzt wurde, auf die regionalen Bezüge der damaligen Planungen im Rahmen der Nachrüstungsdebatte hinzuweisen. In Deutschland berichtete erstmals der Spiegel im Sommer 1981 in einem sehr allgemein gehaltenen Artikel über den Film.

## Auszeichnungen
- 1981 Peabody Award[6]